# Итальянско-японские отношения
Итало-японские отношения — двусторонние дипломатические отношения между Италией и Японией.

## История
В 1582 году японские католические христиане даймё направили посольство Тэнсё к папе Римскому Григорию XIII. В 1899 году страны направили свои вооружённые силы в Китай для подавления Ихэтуаньского восстания. 
В 1914 году началась Первая мировая война, в которой Италия и Япония воевали на одной стороне против Германской империи и её союзников. Япония, осадив Циндао, захватила несколько австро-венгерских военных в плен. Среди них было 28 итальянцев. С пленными обращались достаточно гуманно, и со временем они были репатриированы в Италию. В 1917 году, по настоятельной просьбе Великобритании, Япония направила в Средиземное море Вторую специальную эскадру для борьбы с подводными лодками Центральных держав.
В 1919 году Италия поддержала предложение Японии о расовом равенстве, направленное против великих держав. С 1918 по 1922 год итальянские и японские войска приняли участие в иностранной военной интервенции в Сибири и на Дальнем Востоке. В 1940 году оба государства подписали Берлинский пакт и участвовали на одной стороне во Второй мировой войне.
В июне 2014 года в Риме прошли официальные переговоры между премьер-министром Японии Синдзо Абэ и председателем Совета министров Италии Маттео Ренци. В 2016 году страны отметили 150 лет со дня установления дипломатических отношений. Италия и Япония являются членами «Большой семёрки» и «Большой двадцатки».

## Торговля
Япония является шестым по величине торговым партнёром Италии среди стран, не входящих в Европейский союз. В 2018 году Италия экспортировала товаров в Японию на сумму 6,6 млрд. евро, а импортировала товаров на сумму 4,2 млрд евро.

## Дипломатические представительства
- Италия имеет посольство в Токио[7].
- Япония содержит посольство в Риме[8].